# Lijst van voetbalinterlands Singapore - Verenigde Arabische Emiraten
Deze lijst van voetbalinterlands is een overzicht van alle officiële voetbalwedstrijden tussen de nationale teams van Singapore en de Verenigde Arabische Emiraten. De landen speelden tot op heden vier keer tegen elkaar. De eerste ontmoeting, een groepswedstrijd tijdens de Azië Cup 1984, werd gespeeld in Singapore op 8 december 1984. Het laatste duel, een vriendschappelijke wedstrijd, vond plaats op 12 september 2007 in Singapore.

## Wedstrijden
| № | Plaats    | Datum             | Competitie        | Wedstrijd                                | Uitslag |
| - | --------- | ----------------- | ----------------- | ---------------------------------------- | ------- |
| 1 | Singapore | 8 december 1984   | Azië Cup 1984     | Verenigde Arabische Emiraten – Singapore | 1 – 0   |
| 2 | Singapore | 25 november 1998  | Vriendschappelijk | Singapore − Verenigde Arabische Emiraten | 0 − 4   |
| 3 | Singapore | 8 oktober 2004    | Vriendschappelijk | Singapore − Verenigde Arabische Emiraten | 1 − 2   |
| 4 | Singapore | 12 september 2007 | Vriendschappelijk | Singapore − Verenigde Arabische Emiraten | 1 − 1   |

## Samenvatting
| Competitie        | Totaal gespeeld | Winst Singapore | Gelijk | Winst V.A.E. | Doelsaldo Singapore – V.A.E. |
| ----------------- | --------------- | --------------- | ------ | ------------ | ---------------------------- |
| Azië Cup          | 1               | 0               | 0      | 1            | 0 − 1                        |
| Vriendschappelijk | 3               | 0               | 1      | 2            | 2 − 7                        |
| Totaal            | 4               | 0               | 1      | 3            | 2 − 8                        |

FAS · 
Lijst van A-internationals · 
Singaporees vrouwenelftal
1960 – 1969 ·
1970 – 1979 ·
1980 – 1989 ·
1990 – 1999 ·
2000 – 2009 ·
2010 – 2019
Afghanistan ·
Argentinië ·
Australië · 
Azerbeidzjan · 
Bahrein · 
Bangladesh · 
Brunei · 
Cambodja · 
Canada · 
China · 
Denemarken · 
Fiji ·
Filipijnen · 
Finland · 
Ghana · 
Guam ·
Hongkong · 
India · 
Indonesië · 
Irak · 
Iran · 
Israël · 
Japan · 
Jemen ·
Jordanië · 
Kazachstan · 
Kirgizië · 
Koeweit · 
Laos · 
Libanon · 
Macau · 
Malediven · 
Maleisië · 
Mauritius ·
Mongolië · 
Myanmar · 
Nepal · 
Nieuw-Zeeland · 
Noord-Korea · 
Noorwegen · 
Oezbekistan · 
Oman · 
Oost-Timor · 
Pakistan · 
Palestina · 
Papoea-Nieuw-Guinea ·
Polen · 
Qatar ·
Salomonseilanden · 
Saoedi-Arabië · 
Sri Lanka · 
Syrië · 
Tadzjikistan · 
Taiwan · 
Thailand · 
Turkmenistan · 
Uruguay · 
Verenigde Arabische Emiraten · 
Vietnam · 
Zuid-Korea · 
Zuid-Vietnam · 
Zweden
UAEFA · A-internationals · Bondscoaches · Statistieken · Olympisch elftal · Vrouwenelftal van de Verenigde Arabische Emiraten · VA Emiraten U21 · VA Emiraten U19 · VA Emiraten U17
1972 – 1979 ·
1980 – 1989 ·
1990 – 1999 ·
2000 – 2009 ·
2010 – 2019 ·
2020 − 2029
OS 2012
Algerije ·
Andorra ·
Angola ·
Argentinië ·
Armenië ·
Australië ·
Azerbeidzjan ·
Bahrein ·
Bangladesh ·
Benin ·
Bolivia ·
Brazilië ·
Brunei ·
Bulgarije ·
Chili ·
China ·
Colombia ·
Costa Rica ·
Denemarken ·
Dominicaanse Republiek ·
Duitsland ·
Egypte ·
Estland ·
Filipijnen ·
Finland ·
Gabon ·
Gambia ·
Georgië ·
Haïti ·
Honduras ·
Hongarije ·
Hongkong ·
IJsland ·
India ·
Indonesië ·
Irak ·
Iran ·
Japan ·
Jemen ·
Joegoslavië ·
Jordanië ·
Kazachstan ·
Kenia ·
Kirgizië ·
Koeweit ·
Laos ·
Libanon ·
Libië ·
Litouwen ·
Maleisië ·
Malta ·
Marokko ·
Mauritanië ·
Moldavië ·
Myanmar ·
Nepal ·
Nieuw-Zeeland ·
Noord-Korea ·
Noorwegen ·
Oekraïne ·
Oezbekistan ·
Oman ·
Oost-Timor ·
Pakistan ·
Palestina ·
Paraguay ·
Peru ·
Polen ·
Qatar ·
Roemenië ·
Rusland ·
Saoedi-Arabië ·
Senegal ·
Singapore ·
Slovenië ·
Slowakije ·
Soedan ·
Sri Lanka ·
Syrië ·
Tadzjikistan ·
Thailand ·
Togo ·
Trinidad en Tobago ·
Tsjechië ·
Tunesië ·
Turkmenistan ·
Uruguay ·
Venezuela ·
Vietnam ·
Wit-Rusland ·
Zuid-Afrika ·
Zuid-Korea ·
Zweden ·
Zwitserland